# Eva Cleven
Eva Cleven (Beër Sjeva, 25 oktober 1986) is een Nederlands dj en presentatrice.
Cleven deed de dansacademie, studeerde musicologie aan de Universiteit van Amsterdam en maakte in 2015 deel uit van de fictieve meidengroep ADAM, waarmee ze te zien was bij BNN in de realityserie Like ADAM.
Cleven presenteert sinds oktober 2016 Het Klokhuis. In 2016 won Cleven de Philip Bloemendal Prijs voor jong journalistiek presentatietalent in de media.
In 2018 deed ze mee aan het derde seizoen van It Takes 2, waarin ze tweede werd. Later dat jaar nam ze deel aan Kroongetuige, waar ze het spel als eerste moest verlaten.
In 2019 was Cleven een van de deelnemers van het twintigste seizoen van het RTL 4-programma Expeditie Robinson, ze behaalde de finale en eindigde op de tweede plaats.
Cleven is ook te horen op de radio. Ze presenteerde op vrijdag tussen 16.00 en 19.00 uur het programma FunX Fresh op de radiozender FunX. Hier kwam in 2021 een einde aan. Op zaterdag is ze te horen op NPO 3FM met het dance-programma Club Cleven namens de VPRO. Op 19 oktober 2022 bleek dat ze niet meer terug zou keren op NPO 3FM.
In 2021 deed ze mee aan het televisieprogramma Maestro. In 2023 deed Cleven samen met Hugo Kennis mee aan het televisieprogramma Race across the world, ze wisten dit programma te winnen. In datzelfde jaar deed Cleven mee aan het televisieprogramma Waku Waku. In 2024 deed ze samen met Kennis mee aan het televisieprogramma Voor het blok. In datzelfde jaar deed ze mee aan het televisieprogramma 30 Seconds.
Vanaf 2025 presenteert Cleven 3voor12Radio, afwisselend met Jasper Leijdens.

## Prijzen
In 2016 won Cleven de Philip Bloemendal Prijs voor aanstormend journalistiek presentatietalent. Ook won ze dat jaar de Marconi Award voor 'Aanstormend Talent'.